# Mariefred
Mariefred (em sueco: Mariefred;  ouça a pronúncia) ou Mariefredo (em latim: Mariefredum) é uma pequena cidade histórica sueca do norte da província da Södermanland, situada na região da Svealand.
Pertence à comuna de Strängnäs, no condado da Södermanland.
Está localizada numa enseada na margem sul do lago Mälaren, a 18 km da cidade de Strängnäs.
Segundo censo de 2018, tinha 4 132 habitantes.
Possui 2,71 quilômetros quadrados.
As suas casinhas de madeira e as suas ruas estreitas, a sua proximidade ao lago Mälaren e a sua acessibilidade a Estocolmo atraem muitos aposentados abastados.

## Etimologia e uso
O nome sueco da cidade – Mariefred - provém do nome do convento cartusiano Pax Mariae (lit. Paz de Maria), fundado no local em 1493.

Em textos em português costuma ser usada a forma original Mariefred.

## Comunicações
Mariefred está na proximidade da estrada europeia E20 (Estocolmo - Gotemburgo), e da linha férrea da Svealand (Eskilstuna – Estocolmo).

## Património turístico
A cidade atrai muitos visitantes.

- Castelo de Gripsholm
- Pedra de Gripsholm